# سكان إسكتلندا

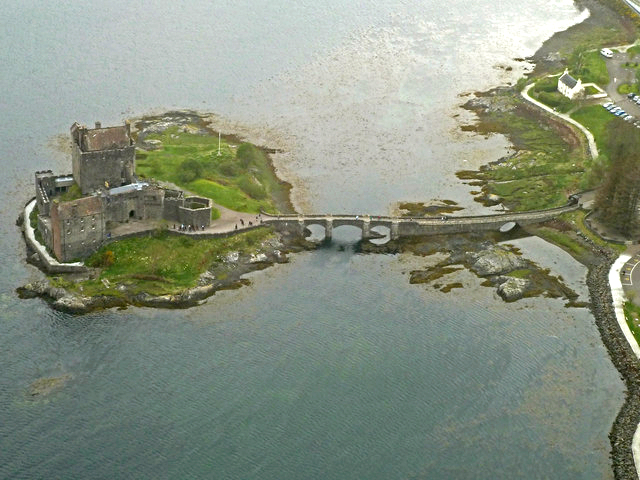
قلعة الين دونن

ينحدر معظم سكان اسكتلندا من المغيرين الذين وفدوا إلى البلاد واستقروا فيها قبل آلاف السنين، وهم يشملون السلتيين والإسكندينافيين والاسكتلنديين. وقد تركت كل مجموعة من هؤلاء أثرها في الحضارة الاسكتلندية.
يبلغ عدد سكان اسكتلندا حوالي خمسة ملايين نسمة، يعيش ثلاثة أرباعهم في المنخفضات الوسطى المزدحمة التي تشكل حوالي سدس مساحة البلاد، بينما يعيش عدد قليل من السكان في المرتفعات الوعرة التي تشكل ثلثي مساحة البلاد في الشمال، وفي المرتفعات الجنوبية. ويعيش نحو 2% من السكان في جزيرتي أوركتي وشتلاند والجزر الغربية.
وفي اسكتلندا عدة مدن يتجاوز سكانها 100,000 نسمة منها غلاسكو، أكبر مدنها، وبها 654,542 نسمة، تليها أدنبرة العاصمة وبها 421,213 نسمة، ومن مدنها الكبيرة أبردين ودندي.
تعاني اسكتلندا هجرة أهلها، إذ يهاجر آلاف منهم سنويًا بسبب قلة الوظائف، مما استدعى إقامة صناعات جديدة للحد من هذه الظاهرة.

## اللغة الرسمية
هي اللغة الإنجليزية التي يتحدثها الاسكتلنديون بلهجات ولكنات مختلفة. أما في المرتفعات والجزر الاسكتلندية فيتحدث السكان اللغة الغيلية، وهي لغة سلتية قديمة.

## أنماط المعيشة
لا يختلف نمط المعيشة في اسكتلندا كثيرًا عن النمط السائد في المجتمعات الصناعية في المملكة المتحدة، إذ يعمل السكان نهارًا ويقضون الليل في الحانات ومشاهدة البرامج التلفازية التي تبثها هيئة الإذاعة البريطانية وثلاث شركات مستقلة.
يمتلك معظم الاسكتلنديين مزارعهم، وتوجد أراضٍ واسعة في الجنوب يؤَجَّر بعضها للمزارعين، وفي المرتفعات الغربية، يؤجِّر المزارعون قطعًا صغيرة لزراعتها. ونظرًا لبرودة الطقس، يرتدي الاسكتلنديون بِذَلاً ومعاطف مصنوعة من التويد وملابس صوفية مصنوعة محليًا.
تعود معظم التقاليد الاسكتلندية إلى نظام العشائر ومن أهم معالمها الكلتية المربعة النقش؛ إذ لكل عشيرة تصميمها الكلتي الخاص الذي يسمى الطرطان، وهو يستخدم في القمصان وأربطة العنق والملابس الأخرى. وتمثل موسيقى القِرَب تقليدًا شهيرًا في المرتفعات.

## الطعام والترويح
يتسم الطبخ الإسكتلندي بالبساطة. والأكلات المفضلة هي سمك الرنجة والسالمون المدخن ولحم البقر والضأن المشوي والهاغس ودقيق الشوفان.
يستمتع الاسكتلنديون بالهواء الطلق، إذ توجد في بلادهم مناطق مفتوحة واسعة ومتنزهات قومية تغطي 13% من مساحة البلاد. ومن أنواع الرياضة التي يمارسها الاسكتلنديون الجولف وكرة القدم والرجبي. وكذلك سباق العدو والرقص. ويقبل العديد من السياح من كل أنحاء العالم على صيد سمك السالمون والتروتة من النهيرات الجبلية الصافية، كما يمارس الناس التزلج على الجليد وتسلق الجبال والصيد والرماية.